# Vologases V
Vologases V (em parta: 𐭅𐭋𐭂𐭔; romaniz.: Walagaš) foi xainxá do Império Arsácida de 191 a 208. Como rei da Armênia (r. 180–191), é conhecido como Vologases II. Não se sabe muito sobre seu reinado da Armênia, exceto que colocou seu filho Reve I (r. 186–216) no trono ibérico em 189. Vologases sucedeu a seu pai Vologases IV como xá do Império Arsácida em 191; é incerto se a transição de poder foi pacífica ou se Vologases assumiu o trono numa guerra civil. Quando Vologases ascendeu ao trono parta, passou o trono armênio ao seu filho Cosroes I (r. 191–217). O reinado de Vologases foi marcado pela guerra com o Império Romano, que durou de 195 a 202, resultando na breve captura da capital parta, Ctesifonte, e na reafirmação do domínio romano na Armênia e no norte da Mesopotâmia. Ao mesmo tempo, ocorreu um conflito interno no Império Arsácida, com o príncipe persa local Pabeco tomando Estacar, a capital da região sul iraniana de Pérsis.

## Nome
Vologases, Vologeso (Vologaesus), Vologesso (Vologessus) ou Vologeses são as formas latinas do parta Valagaxe (𐭅𐭋𐭂𐭔, Walagaš). A etimologia do nome não é clara, embora Ferdinand Justi proponha que Valagaxe seja um composto das palavras "força" (varəda) e "bonito" (gaš ou geš em persa moderno). Foi atestado em persa novo como Balaxe (بلاش, Balāš), em persa médio como Vardaquexe (Wardāḫš) ou Valaquexe (Walāḫš), em armênio como Valarxe (*Վաղարշ, *Vałarš), em árabe como Valaxe, Balaxe (بلاش, Valāš / Balāš) e Gulaxe (جولاش, Gulāš) e em grego como Olagado (*Ολαγαδος, via gen. Ολαγαδου), Olagedo (*Ολαγαίδος, Olagaídos, via gen. Ολαγαίδου), Ologado (*Ολογαδος, via gen. Ολογαδου), Uologedo (Ουολόγαιδος, Ouológaidos), Uologeos (Ουολόγεος, Ouológeos), Vologeso (Ουολόγαισος, Ouológaisos), Vologido (Βολόγίδος, Vológídos), Vologedo (Βολόγεδος, Vológedos), Ualases (*Ουαλάσες, via gen. Ουαλάσου) ou Ualasses (*Ουαλάσσες, via gen. Ουαλάσσου)

## Vida

### Rei da Armênia
Durante a infância de Vologases, se tornou governante da Armênia, sucedendo a Soemo. Ao longo dos séculos I e II, o trono armênio era geralmente ocupado por um parente próximo do xainxá parta, que detinha o título de "grão-rei da Armênia".[a] Ao contrário dos oito príncipes arsácidas anteriores que governaram a Armênia, Vologases foi capaz de garantir que seus descendentes governariam o país até a abolição do trono armênio pelo Império Sassânida em 428, quando o Reino da Armênia foi dissolvido e substituído por uma província administrada por um marzobã. Em 189, também impôs seu filho Reve I (cuja mãe era irmã do rei farnabázida Amazaspo II) no trono ibérico. Seus descendentes governariam a Ibéria até 284, quando foram substituídos por outra família parta, os mirrânidas.

### Rei do Império Arsácida

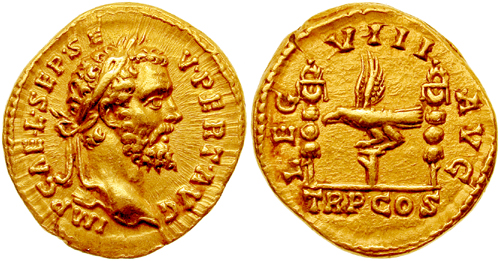
Áureo de Sétimo Severo r.

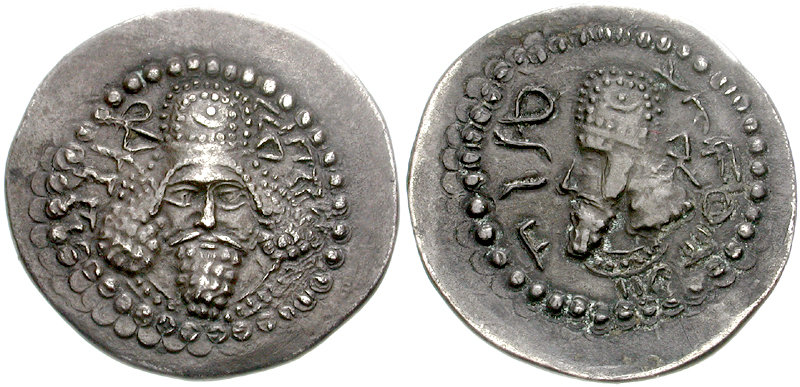
Dracma de e Pabeco

Em 191, após a morte de seu pai Vologases IV, Vologases ascendeu ao trono parta e passou o trono armênio para seu filho Cosroes I (r. 191–217). Não se sabe se a transição de poder foi pacífica ou marcada por uma guerra civil. Sua reivindicação ao trono, porém, não foi incontestada; um rei rival, Osroes II (190), estabeleceu-se na Média antes mesmo da morte de Vologases IV, mas Vologases parece tê-lo rapidamente derrubado.
Vologases apoiou o imperador Pescênio Níger (r. 193–194) em sua luta pelo trono romano contra o imperador Sétimo Severo (r. 193–211) em 192–193, durante o Ano dos cinco imperadores. Além disso, também interveio nos assuntos dos Estados vassalos romanos no norte da Mesopotâmia – Adiabena e Osroena. Por causa disso, Sétimo Severo, que saiu vitorioso da luta, atacou o Império Arsácida em 195. Severo avançou à Mesopotâmia, fez de Osroena uma província romana e capturou a capital parta, Ctesifonte, em 199. Ao mesmo tempo, ocorriam revoltas nas províncias partas da Média e Pérsis. Sétimo Severo agora se autoproclamava Pártico Máximo ("grande vencedor na Pártia"). Foi, porém, incapaz de manter suas conquistas, devido à falta de alimentos e reforços. Como resultado, retirou suas forças; durante a sua retirada, tentou em vão conquistar a fortaleza árabe de Hatra duas vezes, retirando posteriormente as suas forças à Síria.
Em 202, a paz foi restaurada, reafirmando o domínio romano na Armênia e no norte da Mesopotâmia. Mas, nas palavras do iranólogo Touraj Daryaee, “a dinastia [havia] perdido muito do seu prestígio” e atingiu um “ponto de viragem”. Os reis de Pérsis eram agora incapazes de depender dos seus enfraquecidos senhores arsácidas. Na verdade, em 205/6, Pabeco, um governante local em Pérsis, rebelou-se e derrubou o seu senhor Gochir, tomando para si a capital da Pérsia, Estacar. Seu filho Artaxer I continuaria suas conquistas, derrubando o Império Arsácida e estabelecendo o Império Sassânida em 224. Vologases morreu em 208, sucedido por seu filho Vologases VI (r. 208–228), porém outro filho, Artabano IV (r. 216–224), tentou tomar o trono alguns anos depois, resultando em uma guerra civil.